# 盧斯 (明尼蘇達州)
盧斯（英語：Luce）是位於美國明尼蘇達州奧特泰爾縣的一個非建制地區。

## 歷史
盧斯於1884年設立。盧斯的郵局於1883年設立，其後於1948年停運。

## 地理
盧斯所處的海拔為高於海平面417米（即1368英呎），而該地所採用的時區為UTC-6，即北美中部時區（CST）。同時該地設有夏令時間，為UTC-6調快一小時，即UTC-5（CDT）。